# Nahr Abou Ali

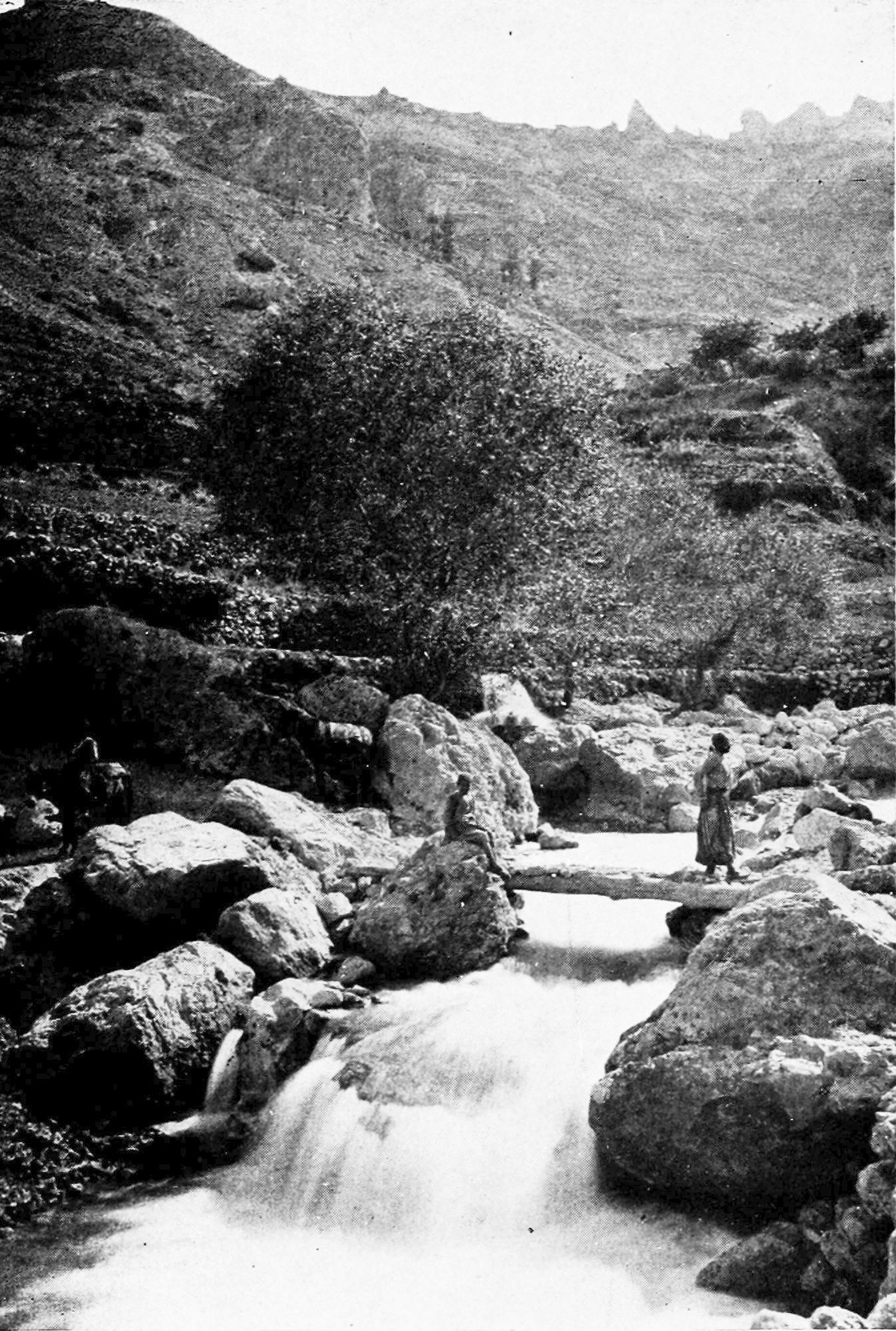
Source de la rivière Qadisha sous les cèdres du plateau du Liban

Nahr Abou Ali ou fleuve d'Abou Ali (à la source Nahr Qadisha ou fleuve de Qadisha) est un fleuve libanais prenant sa source dans la vallée de Qadisha, au Nord du Liban, et se jetant dans la Méditerranée au niveau de la ville de Tripoli par laquelle il passe et où il est emmuré et couvert sur une petite partie, où un souk est installé. Il est long de 44,5 kilomètres.
Ce fleuve est très pollué car Tripoli y déverse ses égouts.
Il n'est pas navigable.